# Acrosyntaxis
Acrosyntaxis é um gênero de traça pertencente à família Agonoxenidae.